# Pierluigi Frattali
Pierluigi Frattali (Roma, Lacio, Italia; 1 de diciembre de 1985) es un futbolista italiano. Juega de portero y su equipo actual es el Frosinone de la Serie B.

## Trayectoria
Frattali fichó por el Parma como portero titular del equipo en enero de 2017. Se perdió todo el mes de marzo por una lesión, donde fue sustituido por Davide Bassi.

## Clubes
| Club            | País   | Año           |
| --------------- | ------ | ------------- |
| Astrea (cesión) | Italia | 2004-2005     |
| Frosinone       | Italia | 2005-2011     |
| Vicenza Virtus  | Italia | 2011-2012     |
| Hellas Verona   | Italia | 2012          |
| Vallée d'Aoste  | Italia | 2012-2013     |
| Cosenza         | Italia | 2013-2014     |
| Avellino        | Italia | 2014-2017     |
| Parma           | Italia | 2017-2019     |
| Bari            | Italia | 2019-2023     |
| Frosinone       | Italia | 2023-presente |

## Palmarés

### Títulos nacionales
| Título   | Club      | País   | Año     |
| -------- | --------- | ------ | ------- |
| Serie C2 | Frosinone | Italia | 2003-04 |